# أمل الشامي
 أمل محمد علي الشامي (1956- 2001) كاتبة يمنية، ولدت في صنعاء، وكانت ناشطةً في العديد من المجالات خلال فترة عملها؛ وقد كتبت الشعر والقصص القصيره إضافةً إلى كتابة النصوص السينمائية للتلفاز والإذاعة، تم نشر الكثير من اعمالها تحت اسم مستعار. غالبية قصصها تنتقد الطبيعة الأبوية في المجتمع والتعليم المتقدم والكتابة كوسيله التي من خلالها يمكن تحقيق الاستقلال.